# Tokyo Tales
Tokyo Tales è il primo album registrato dal vivo dei Blind Guardian, pubblicato dalla Virgin Records nel 1993. È stato registrato durante il tour giapponese di Somewhere Far Beyond nel 1992.
La foto di copertina è di Buffo Schnadelbach.

## Formazione
- Hansi Kürsch - voce principale e basso elettrico
- André Olbrich - chitarra
- Marcus Siepen - chitarra
- Thomas Stauch - batteria

## Musicisti di supporto
- Marc Zee - tastierista

## Tracce
1. Inquisition – 0:47
2. Banish From Sanctuary – 6:03
3. Journey Through the Dark – 5:12
4. Traveler in Time – 6:32
5. The Quest for Tanelorn – 6:03
6. Goodbye My Friend – 6:28
7. Time What Is Time – 6:42
8. Majesty – 7:48
9. Valhalla – 6:08
10. Welcome to Dying – 5:56
11. Lost in the Twilight Hall – 7:26
12. Barbara Ann – 2:56